# Rafael Paasio
Kustaa Rafael Paasio (tidigare Hellström), född 6 juni 1903 i Uskela, död 17 mars 1980 i Åbo, var en finländsk tidningsman och politiker (socialdemokrat).

## Biografi
Paasio blev ledare för socialdemokratiska partiet 1963 efter en bitter kamp med Väinö Tanner och Väinö Leskinen, som var så illa sedda av Sovjetunionen att partiet inte kunde delta i någon regering. Under Paasios ledning fick socialdemokraterna emellertid möjlighet att åter medverka i politiken på regeringsnivå. År 1975 avgick Paasio som partiledare.
Efter att på 1950-talet ha varit minister i två regeringar, regeringen Kekkonen II och regeringen Fagerholm III, stod han som statsminister i spetsen för regeringen Paasio I 1966–1968 och regeringen Paasio II under februari–september 1972. 
Sonen Pertti Paasio (SDP) har också varit aktiv politiker, bl.a. som riksdagsledamot och utrikesminister.
Sondottern Heli Paasio (SDP) valdes in i Finlands riksdag 2003.